# 省广股份
广东省广告集团股份有限公司（证券简称：省广股份，深交所：002400，英文：Guangdong Advertising Group Co.,Ltd.）是一间从事广告业务的上市公司。
公司前身为成立于1979年的广东省广告公司，1992年进行体制改革，2007年12月28日变更为广东省广告股份有限公司，2010年5月6日在深圳证券交易所A股上市。。